# Anna Mateur

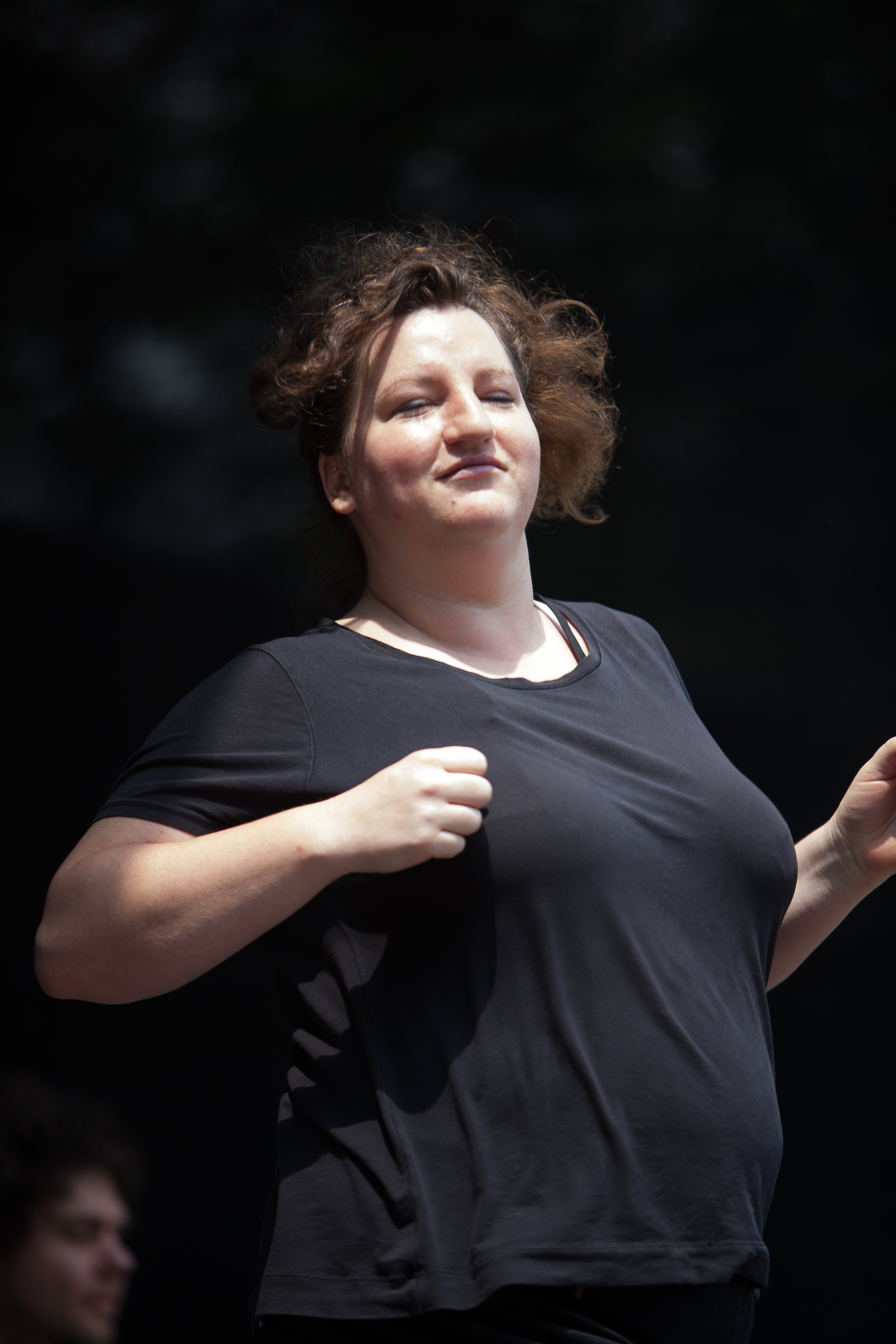
Annamateur beim TFF Rudolstadt 2013

Anna Mateur, auch Annamateur (bürgerlich: Anna Maria Vogt, geb. Scholz, * 1977 in Dresden), ist eine deutsche Jazzsängerin, Texterin, Komikerin, Schauspielerin und Radiokolumnistin.

## Leben
Scholz wuchs in einer musikalischen Familie auf: Wie ihre drei Geschwister erlernte sie mehrere Instrumente (Klavier, Quer- und Blockflöte). Sie besuchte das Vitzthum-Gymnasium in Dresden.
Sie studierte Jazz-/Rock-/Popgesang an der Hochschule für Musik Carl Maria von Weber Dresden. Seit 2003 inszeniert sie eigene Bühnenprogramme und tourt damit durch den deutschsprachigen Raum.
Anna Mateur lebt in Dresden.

## Werk
Nach ihrem Studienabschluss 2003 trat sie zum ersten Mal unter dem Namen Annamateur mit ihrem Begleiter, Hans Petzold am Piano, auf. Im Herbst 2003 gründete sie gemeinsam mit Daniel Nikolas Wirtz und Reentko Dirks die Formation „Annamateur und Gitarristen“. In dieser Zusammenstellung entstand auch ihre erste CD. 2005 kamen der Jazzcellist Stephan Braun und der Gitarrist David Sick dazu. Aus „Annamateur und Gitarristen“ wurde „Annamateur und Aussensaiter“. 2010 folgten Samuel Halscheidt (Gitarre) und Christoph Schenker (Cello), 2011 Kim Efert (Gitarre); mittlerweile wechseln sich Braun und Schenker am Cello, Halscheidt und Efert an der Gitarre ab. 2012 startete das Bühnenprogramm „Screamshots, ein musikalisches Overheadprogramm für Edding, Stimme, Cello und Gitarre“. Seit April 2012 nimmt Annamateur außerdem Radiokolumnen („Hörschnitzel“) für MDR Figaro auf. 2013 begann sie die Open-Air-Reihe „Anna Elbe“, zu der sie Künstlerkollegen nach Dresden einlädt. 2015 veröffentlicht sie ihr erstes selbstgezeichnetes Buch.
2015 bis 2016 spielte sie zusammen mit Max Rademann regelmäßig in der Dresdner Scheune das Programm „Büro für Ordnung und Chaos“. Außerdem wurden die Formate Orakelmateur und Plemplemslam geschaffen. Oft trat hier der Dresdner Gnadenchor auf, der auch auf späteren CD-Produktionen mit zu hören ist.
2021 spielte sie in der ARD-Serie „Eldorado KaDeWe“ mit. In Rosa von Praunheims Bühnenstück „Die Bettwurst – Das Musical“ (2022) im Berliner Varietétheater Bar jeder Vernunft, das auf von Praunheims Kultfilm „Die Bettwurst“ (1971) basiert, verkörperte sie Tante Luzi, die Hauptrolle.
Das aktuelle Programm ist Kaoshüter, welches 2022 aufgenommen wurde.
Eigenproduktionen
- Mutter Blamage und ihre Kinder (2004)
- Dreckiges Tanzen und böse Geräusche (2005, Koproduktion mit Zärtlichkeiten mit Freunden und Jan Heinke)
- Kristmässspäschell (2004)
- Hulahoop (2005)
- Walgesänge, Liedprogramm (2005)
- Bandaufstellung nach B. Hellinger (2008)
- Worst Case Szenario (2010 mit der Schweizer Band Puts Marie)
- Sample Oper (2011 mit Jarii van Gohl)
- BadnBadn: Schwimm nicht so weit raus (2012 mit dem spanischen Filmemacher David Campesino und Samuel Halscheidt, Gitarre )
- Screamshots: ein musikalisches Overheadprojekt für Edding, Stimme, Gitarre und Cello (Premiere 2012)
- Anna Mateur & the Beuys: Protokoll einer Disco (Premiere 2014, mit Halscheidt/Schenker/Efert)
- Amarettoblick (2015 mit David Campesino (Film), Max Rademann (Sidekick) und Jan Maihorn (Gitarre) )

Diskografie
- Annamater und Gitarristen (2004)
- Walgesänge (2009)
- Screamshots (2012)
- Gut sortiert, Hörschnitzel (2017)
- Essnlassn (2018)
- Kaoshüter (2022)

Buch
- Wehwehchen-Atlas Ein Bilderbuch für Erwachsene, Verlag Voland & Quist 2015 ISBN 978-3-86391-129-4

Außerdem ist sie Schirmherrin des Berliner „Circus Sonnenstich“.

## Auszeichnungen
- „Dresdnerin des Jahres“ (2004, 2005, 2011), Leserpreis von SAX – Dresdner Stadtmagazin,
- Gewinnerin des Cabinet-Kleinkunstpreises 2006 in der Kategorie Musik
- Gewinnerin „St. Ingberter Pfanne“ 2007
- Deutscher Kleinkunstpreis 2008 in der Kategorie Chanson/Musik/Lied
- Gewinnerin „Die Freiburger Leiter“ (Internationale Kulturbörse Freiburg) 2008[3]
- Gewinnerin „Förderpreis Mindener Stichling“ 2008 (als Annamateur & Die Außensaiter in der Kategorie Gruppe)
- Nominierung Prix Pantheon 2008
- Salzburger Stier 2009
- Bayerischer Kabarettpreis (Musikpreis) 2010
- Wilhelmshavener Knurrhahn Kleinkunstpreis 2010
- Deutscher Kabarettpreis (Sonderpreis) 2018[4]
- Lessing-Preis des Freistaates Sachsen (Förderpreis) 2021[5]